# Hulugonahalli, Koratagere
Hulugonahalli là một làng thuộc tehsil Koratagere, huyện Tumkur, bang Karnataka, Ấn Độ.